# Festung Vossenberg

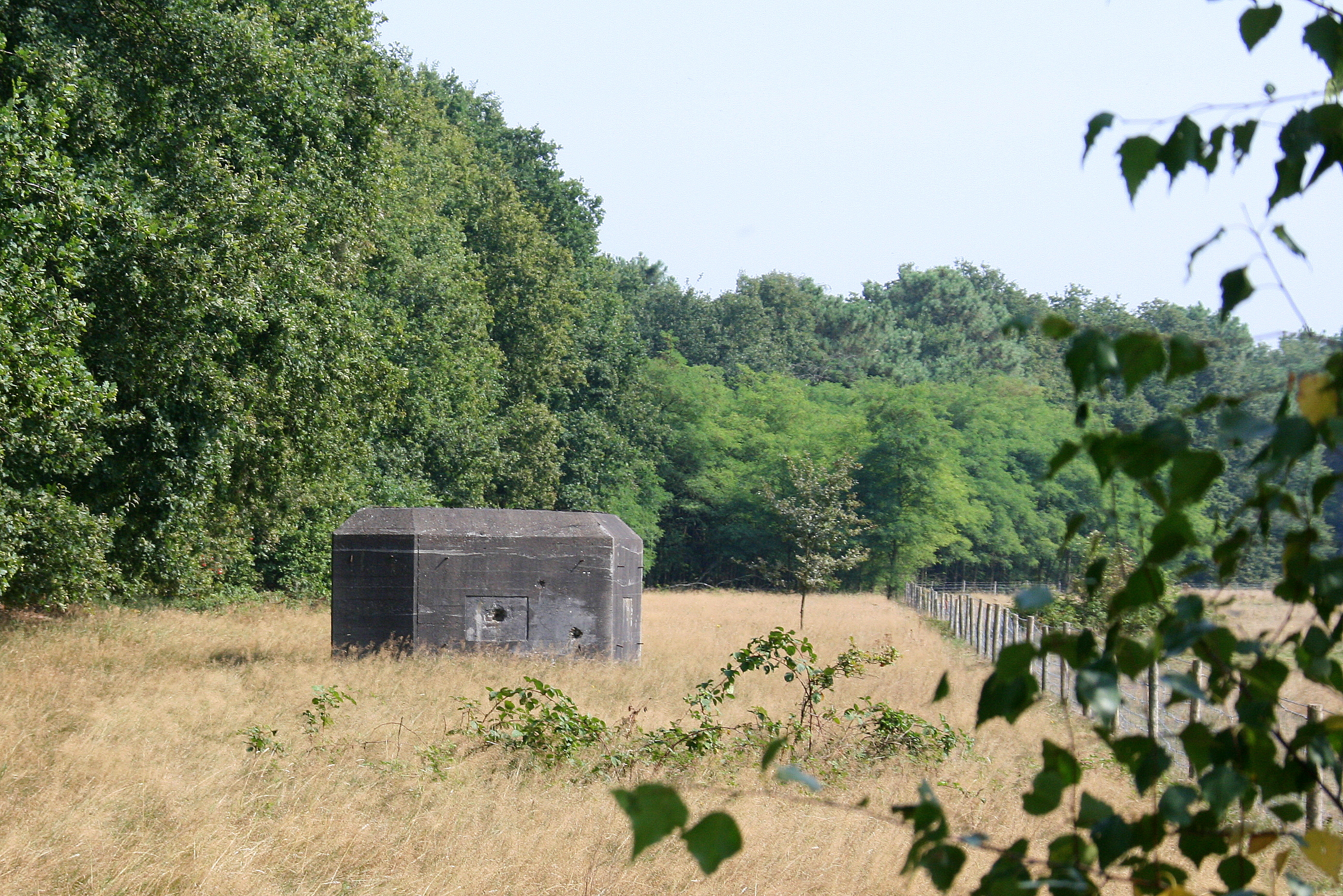
Bunker der Festung Vossenberg

Hinweisschild an der Festung

Die Festung Vossenberg ist ein Festungskomplex und Bestandteil der Peel-Raam-Stellung in den Niederlanden. Die bei Meijel gelegene Anlage wurde von 1938 bis 1939 erbaut, sie bestand aus sieben Bunkern aus Beton. Während des Westfeldzuges wurden sie nicht angegriffen, im Jahre 1944 wechselte sie allerdings des Öfteren zwischen deutschen und alliierten Truppen den Besitzer. 
Von den sieben Bunkern sind heute fünf erhalten, die auf einer Front von knapp 500 m liegen.